# Táhirih
Táhirih (en árabe: طاهره‎, romanizado: ṭāhira "La Pura") o Qurratu'l-`Ayn (árabe: قرة العين, "Consuelo de los ojos") son los dos títulos de Fátimih Baraghání Umm-i-Salmih (1814 o 1817 – 16–27 de agosto de 1852), una influyente poetisa y teóloga bábí en Irán. Su vida, influencia y ejecución la convirtieron en una figura clave de la naciente fe. Hija de Muhammad-Salih Baraghani y de Aminih Khanum, nació en una de las más prominentes familias de su época. Sus descendientes siguen siendo personas influyentes en la ciudad de Qazvin.

## Influencia
Poetisa y destacada figura religiosa, además de mártir, Tahirih no solo dividió el movimiento babí entre los que consideraban este movimiento como una reforma de la religión islámica y los que entendían que se trataba de una nueva revelación divina que suponía una ruptura con el Islam, sino que al mismo tiempo logró unir a estos últimos con los de otros movimientos relacionados con el mesianismo islámico que esperaban al Mahdí prometido. Sus poemas siguen siendo objeto de estudio en la teología babí y bahá'í en la actualidad. Tahirih es un símbolo del feminismo tanto en el mundo musulmán como en el occidental, debido a su defensa de la emancipación de la mujer en el siglo XIX.

## Nacimiento y familia
Hija de Muhammad-Salih Baraghani y de Aminih Khanum, nació en una de las más prominentes familias de su época.
Su padre fue el mulá Muhammad Salih Baraghani, un mujtahid usulí (exégeta de la ley islámica fundamentalista) de costumbres conservadoras, además de escritor de literatura relacionada con el martirio del Imán Husayn (nieto de Mahoma) que también se dedicó al análisis crítico de la literatura persa. Era hermano del imán de la mezquita del Shah en Qazvin, Mohammad Taqi Baraghani, quien también era un mujtahid con mucha influencia en la corte del shah Fath Alí de la dinastía Qajar. Tanto su tío como su padre, se habían convertido en clérigos muy influyentes en la corte del shah y habían acumulado mucho poder económico en los círculos comerciales de Qazvin, donde ambos regentaban sus propias mezquitas. Por otro lado, una de las tías paternas de Tahirih había sido una importante poeta y escriba en los círculos de la nobleza y había sido autora de algunos decretos reales. 
Su madre, Aminih Khanum, era una mujer erudita que pertenecía a una familia de sayyids, lo que significa que trazaba su linaje directamente hasta el Imam Husayn, nieto del profeta Muhammad, y hasta su madre, Fátima, hija del Profeta. Seguidora de Shaykh Ahmad-i-Ahsai, estudió jurisprudencia islámica, filosofía y misticismo, y su erudición la posicionó como una autoridad entre las mujeres de Qazvín, donde dirigía oraciones y enseñanzas en la madrasa familiar, la Salihiyyih, un centro de enseñanza para hombres y mujeres establecido por su esposo. La madre de Aminih khanum, Fatimih khanum abuela de Tahirih, fue también una mujer de gran erudición que estudió jurisprudencia islámica y teología bajo la guía de su padre y su esposo, Shaykh Muhammad ‘Ali Qazvini, y que era conocida por las conferencias religiosas que ofrecía desde el púlpito, a las que asistían muchas mujeres de Qazvín. Tahirih perteneció pues, a una de las más eruditas, respetadas y poderosas familias de Persia

## Educación
Tahirih estudió en la sección femenina de la escuela Salehiyya (madrasa fundada por su propio padre en 1817). Junto a sus hermanas, recibió una educación mucho más avanzada que el resto de mujeres de su época. Pese a las ideas conservadoras y religiosas de la familia, el padre de Tahirih decidió romper con el protocolo de la época y permitió que ella recibiera esta educación avanzada, tutorándola personalmente. Tahirih fue educada en teología, jurisprudencia, literatura persa y poesía. También se le permitió cursar estudios islámicos y se la recuerda por su capacidad para memorizar el Corán así como para interpretar la aplicación de la ley religiosa (Sharía).
Se dice que Tahirih llegó a sobrepasar en conocimiento a su padre, el cual, consciente del potencial de su hija, se lamentaba de que Tahirih no hubiera sido un varón en vez de una mujer. Además, le fue permitido a Tahirih asistir a las clases que impartía su padre a sus pupilos varones, con la condición de que Tahirih permaneciera oculta a la escucha tras una cortina sin que nadie supiera de su presencia. Toda esta educación, influiría después en la propia Tahirih para adoptar las enseñanzas más radicales del Saijsmo y del Babismo, además de influir en su interpretación esotérica de los versos del Corán e inspirar algunas nuevas tendencias entre las mujeres de su círculo social.
Se dice que Tahirih, además de poseer una gran belleza física, también tuvo una gran personalidad y carisma que impresionó mucho a quienes la conocían. Su belleza fue descrita y elogiada por varios literatos contemporáneos, así como su inteligencia. Pese a que más tarde Tahirih abrazaría creencias distintas a las de su familia, ella mantuvo su devoción religiosa hasta el final de su vida. Completó su ciclo de estudios cuando cumplió los trece o catorce años aproximadamente.

## Vida personal
Siguiendo la tradición de la época, Tahirih se vio forzada a casarse con su primo Muhammad Barghani. De este matrimonio nacieron dos hijos, Ibrahim e Isma’il, y una hija, Zainih. Pese a todo, el matrimonio fue infeliz desde sus comienzos, y su marido le impidió continuar con sus estudios literarios. Tahirih era una mujer bella e inteligente, pero esta última cualidad no era bien considerada en una esposa o en una hija debido a los prejuicios de la época. Su marido dirigía en ocasiones las oraciones del viernes. Más tarde, tras la muerte de Tahirih, los dos hijos varones huyeron de su padre, mientras que su hija murió poco después de morir su madre. Mientras estuvo casada con su primo, Tahirih mantuvo correspondencia con líderes del movimiento Shaykhí, incluyendo a Siyyid Kazim.
Tahirih solía estudiar en la biblioteca de otro primo suyo, Javad Valiyani, dónde conoció las ideas más innovadoras del Sayjismo. Al principio, éste se negaba a permitir que su prima leyera ese tipo de literatura, pues el padre y el tío de Tahirih eran grandes enemigos de este movimiento. Pese a ello, Tahirih se sentía muy atraída por estas enseñanzas y comenzó a cartearse con Siyyid Kazim, a quien solía preguntarle acerca de cuestiones teológicas. Siyyid Kazim se sentía honrado por la devoción de Tahirih, así como de haber obtenido apoyo de un miembro de la poderosa familia Baraghani. Fue él quien la apodó como “Consuelo de los ojos” (Qurrat-ul-Ayn).
En un principio, Tahirih mantuvo en secreto sus nuevas creencias religiosas, ocultándolas a ojos de su familia, pero con el tiempo, fue haciéndolas públicas lo cual le acarreó numerosas discusiones familiares. En medio de esta tensión religiosa, Tahirih llegó a implorarle permiso a su padre y a su marido para que le permitieran realizar la peregrinación a los santuarios de Kerbala. Con 26 años, en 1843, Tahirih y su marido se separaron y finalmente inició la peregrinación a Kerbala acompañada de su hermana. El verdadero motivo de la peregrinación era encontrarse con su maestro, Sayyid Kazim. Pero pocos días antes de llegar a su destino, Siyyid Kazim murió y no pudieron conocerse en persona. Entonces Tahirih, con la aprobación de la viuda de Siyyid Kazim, se estableció en la casa de su maestro y continuó con las enseñanzas de Siyyid Kazim, enseñando a sus discípulos desde detrás de una cortina. La viuda de Siyyid Kazim permitió a Tahirih acceder a muchos de los trabajos no publicados de su difunto marido. Tahirih logró reunir un gran número de discípulos, entre ellos muchas mujeres. También fueron discípulos de ella muchos personajes de renombre en la época como Kurshid Begum, la hermana del Mulá Husayn o la madre de Kazim-i-Samandar. Pero también hubo varios clérigos que se opusieron a sus enseñanzas, entre ellos algunos clérigos del Shayjismo, aunque otros miembros del Shayjismo se unieron al babismo gracias a sus enseñanzas. En 1844 Tahirih aceptó a ‘Alí Muhammad de Shiraz (conocido como el Bab) como el Mahdi, convirtiéndose así en su discípula número diecisiete y la primera mujer discípula del Bab (A los primeros seguidores del Bab, se les reconoce como “Letras del viviente”), por lo cual se la considera la “María Magdalena” del Babismo. Tahirih nunca llegó a conocer al Bab en persona.
Más tarde, acabaron forzándola a abandonar Kerbala y trasladarse a Kazimayn, por un breve periodo de tiempo.

## Influencia de Tahirih en el Babismo (1844-1848)
Después de esta etapa Tahirih fue trasladada a Bagdad debido a las quejas de los clérigos locales chiíes. Durante su estancia allí, Tahirih vivió en la casa del muftí de Bagdad, el shayj Mahmúd Alusi, quien quedó impresionado por su devoción e intelecto. Esto no impidió que Tahirih siguiera con sus enseñanzas y ganase la admiración de muchas mujeres, al mismo tiempo que el clero chií cada vez protestaba con más fuerza en contra de ella, así como algunos miembros de su propia familia. Debido a la polémica generada en torno a Tahirih, el gobierno de Bagdad, entonces bajo el control del califato otomano, decidió deportarla a Persia dado que ella era persa, lavándose así las manos para no tener que lidiar con el caso. Cuando tuvo que abandonar Bagdad, algunos fanáticos trataron de apedrearla.
Entre las cuestiones ideológicas planteadas por Tahirih, se hallaba el que la Sharia (ley islámica) debía reinterpretarse bajo una visión de piedad y redención en lugar de aplicarse como mero castigo. Esta cuestión chocaba en parte con el concepto de autoridad infalible del Bab, aunque Tahirih logró conciliar ambas ideas (provenientes del Shaijismo) sin contradicción en sus puntos. Finalmente el Bab, mandó una carta a Tahirih mostrándole su aprobación y apoyo a sus ideales.

## Poesía
Tras convertirse al babismo, Tahirih compuso varios poemas de temática babista en los que demuestra un gran conocimiento de la literatura árabe y persa. Su poema más conocido se llama “punto por punto”. El problema con la literatura generada por Tahirih, es que tras su martirio, la mayoría de sus poemas fueron destruidos por miembros de su propia familia hostiles con sus creencias, pero algunos pocos poemas se han podido conservar al ser transmitidos por el “boca a boca” mediante los propios iraníes. ‘Abdu-l-Bahá mencionó que la propia Tahirih deseó en vida ponerlos por escrito, y más tarde se publicó el libro “A Year Amongst the Persians“ que los contiene. También se han publicado otros poemas atribuidos a Tahirih, pero su autoría es dudosa, como el poema “Adam's Wish,” que trata sobre la temática del deseo protagonizada por Adán y otros profetas.

## Retorno a Irán
Cuando Tahirih regresó a Qazvin en Irán, predicó el babismo en lugares como Kiran, Kermanshah, Shaneh y Hamadan. En Hamadan se reunió con sus hermanos, que habían sido enviados por su tío y su padre para convencerla de que debía volver a Qazvin junto a su marido, y le indicaron que su comportamiento había hecho caer en desgracia a la familia a ojos de la sociedad. Al llegar a Qazvin en julio de 1847 ella rechazó volver junto a su marido, quien consideraba que ella había cometido infidelidad, por lo que Tahirih permaneció con uno de sus hermanos.
Una vez en Qazvin, su padre y su tío trataron de convencerla de abandonar la fe babí, pero Tahirih se negó argumentando sus motivos para creer en el Bab. Su marido se divorció de ella pocas semanas después, y su tío Muhammad Taqi Baraghani comenzó a difamarla en público. Aparecieron muchos rumores controvertidos sobre la supuesta inmoralidad de Tahirih, pero muchos de ellos se presuponen inventados. Por ejemplo, el cronista Qajar diría que su cuerpo era “como un pavo real en el Paraíso”, y que “tenía nueve maridos”, y más tarde cambiaría esta afirmación por “noventa maridos”. El mismo cronista escribió comentarios críticos sobre los seguidores del babismo. Todos estos rumores maliciosos acabaron minando el prestigio de la propia familia Baraghani, y Tahirih escribió una carta a su padre indicándole la falsedad de estos. Se ha reportado que su padre estaba realmente convencido de la castidad de su hija, pero el tío de Tahirih, Muhammad Taqi Baraghani, continuó propagando estos rumores por su resentimiento en contra de la fe babista, perjudicando así a la propia familia en conjunto.
Más tarde, su tío Muhammad Taqi Baraghani fue asesinado, y el marido de Tahirih la acusó de ser la responsable, pero ella negó estar involucrada. Por otro lado, Muhammad Taqi Baraghani había pronunciado una serie de discursos atacando al Bab y a sus seguidores, ganándose así la enemistad del Shayj Ahmad al-Ahsa’i. No se pudo saber la identidad del asesino y tampoco se encontraron pruebas de que Tahirih hubiera sido responsable del asesinato, pero las autoridades ordenaron arrestarla. Su padre, mediante sus influencias, trató de convencer a las autoridades de que no la llevasen a prisión, a cambio de mantenerla en casa bajo arresto domiciliario, en la bodega, y bajo la supervisión de sus sirvientas que actuarían como espías para vigilarla. Se dijo que este encarcelamiento por parte de su padre se había hecho de manera preventiva, por la propia seguridad de Tahirih. Su padre estaba convencido de la inocencia de su hija, pero el marido de Tahirih la acusaba de haber sido la causante del asesinato de su tío. Finalmente las autoridades la acabaron arrestando aprovechando que una de las sirvientas podría testificar en contra de ella.
Tahirih fue interrogada varias horas sobre el asesinato de su tío, pero negó cualquier relación. Se la amenazó con la tortura, pero no se logró ninguna confesión concreta. Más tarde la volvieron a llevar a casa de su padre, en calidad de prisionera y bajo una mayor vigilancia. Estas acusaciones hicieron que su vida empezase a estar en peligro, y con ayuda de Baha’u’llah, logró escapar a Teherán. Tahirih permaneció en casa de Baha’u’llah, en sus aposentos privados junto a su esposa Asiyih Khanum. Allí pudo también conocer a ‘Abdul-Bahá, el hijo de Bahá’u’llah, quien todavía era un niño de tres o cuatro años. Tahirih pidió a Baha’u’llah si podía hacer una peregrinación a Máh-Kúas para ver al Bab, que estaba allí prisionero, pero Baha’u’llah no lo permitió por la imposibilidad y el peligro de realizar este viaje.

## Conferencia de Badasht
En junio o julio de 1848, varios líderes del Babismo se reunieron cerca de Badasht para asistir a una conferencia, organizada en parte por Bahá’u’llah. La conferencia pretendía promulgar en público la existencia del movimiento babí. Por un lado, la conferencia buscaba iniciar un punto de ruptura con su pasado islámico, y por otro lado, se buscaba ejercer distintos tipos de presión para lograr la liberación del Báb, que permanecía preso en la prisión de Chiriq. Tahirih apoyó la idea de iniciar una rebelión armada para conseguir la liberación del Báb, idea apoyada por varios líderes del Babismo, pero lo que Tahirih estaba buscando iba más allá de lo que el resto de babíes estaban dispuestos a hacer.
Los seguidores del Bab estaban divididos en dos grupos: Un grupo más conservador que quería mantener una continuidad con el pasado islámico, representados por Quddus (apodo del Mulá ‘Alí-i-Bárfurúshi, un prominente discípulo del Báb y también uno de los primeros en adherirse a la nueva religión y por tanto uno de los llamados “Letras del Viviente”, al igual que Tahirih), y otro grupo más radical, que buscaba romper el lazo entre babismo e islam. Tahirih fue el centro de atención de este grupo y su representante.
En un acto simbólico, Tahirih se quitó el velo públicamente frente a la asamblea repleta de hombres. Hasta entonces, Tahirih había representado para ellos un símbolo de pureza como Fátima Zahra, la hija del profeta Mahoma. El desvelo de Tahirih causó por tanto conmoción a muchos de los presentes y una gran consternación. Se ha llegado a decir que un hombre llegó a cortarse la garganta con un cuchillo debido al impacto de esta escena.
Entonces, Tahirih comenzó a hablar sobre la necesidad de una ruptura entre el Babismo y el islam, mencionando aleyas coránicas referentes a la escatología.
Debido a la controversia generada por el escandaloso suceso, muchos babíes se separaron de esta fe, pero por otro lado, para los babíes y posteriores bahá'ís, supuso un punto clave pues a partir de dicho momento para ellos la Sharia islámica quedaba suprimida por la ley del Báb. Los clérigos musulmanes criticaron este hecho. También un misionero cristiano lo criticó, y acusaron a Tahirih de inmoralidad pública. El Báb respondió a las acusaciones apoyando a Tahirih. Es justo en este momento cuando se la empezó a llamar “Tahirih”, que significa “la pura”. Posteriormente, muchas mujeres estudiantes del Corán de ideas modernas, criticaron las acusaciones contra Tahirih como acusaciones que responden a un patrón machista de una sociedad atrasada. También varios literatos apoyaron a Tahirih, como Azar Nafisi, mencionando que el régimen islámico “se siente vulnerable y aterrorizado al estar frente a una resistencia que no es solamente ya política, sino existencial”, indicando así que el islam debía modernizarse para que también la sociedad pudiera avanzar.

## Encarcelamiento y muerte (1848-1852)
Tras la conferencia en Badasht, Tahirih y Quddus viajaron a Mazandaran, dónde acabaron separándose. Los babíes eran acosados de igual modo por los habitantes de la mayoría de ciudades por las que pasaban. Finalmente llegaron a Barfurush, donde encontraron refugio entre otros babíes durante un breve período de tiempo.
Más tarde, los habitantes del pueblo donde se refugiaban volvieron a atacar a los babíes, y Tahirih acabó siendo arrestada y puesta bajo arresto en Teherán, en la casa de Mahum Khan, el entonces alcalde de la ciudad. Se ganó el respeto de las mujeres de Teherán con las que convivió durante ese período, e incluso el del propio Mahum Khan y sus familiares.
Después fue llevada ante la corte del sah de Persia, Nasser-al-Din. El shah tuvo una buena impresión de ella, y se ha reportado que dijo “Dejadla que marche y dejadla estar” permitiéndole volver de nuevo a casa de Mahmud Khan. Entonces el sah le escribió una carta en la que le explicaba que ella debía renunciar a las enseñanzas del Bab públicamente para evitar las presiones del clero chiita, y que si accedía a ello, incluso estaba dispuesto a ofrecerle una posición privilegiada dentro de su harén personal. Tahirih rechazó estas propuestas con un poema que compuso para el sah. El soberano se sintió halagado por su inteligencia, pero pese a ello mantuvo la orden de arresto domiciliario que pesaba sobre ella.
El día anterior al martirio de Tahirih, fue nuevamente presentada ante el sah, quien le volvió a pedir que renunciara a sus creencias, sin que ella accediese a esa petición. En total, Tahirih permaneció cuatro años como prisionera.

## Sentencia final
Mientras Tahirih estuvo prisionera, tuvo una libertad relativa para poder seguir enseñando su religión a las personas que acudían a la casa del alcalde. Denunció activamente la permisión de la poligamia, el uso obligatorio del velo y otras restricciones impuestas sobre las mujeres en el islam. Por sus palabras se convirtió en una persona muy influyente y muchas mujeres acudían a escucharla, incluyendo una princesa de la familia Qajar, que se convirtió al babismo. Los miembros del clero de la corte del shah, tuvieron miedo de la creciente influencia de Tahirih, y trataron de forzarla a que abandonara su fe públicamente hasta en siete ocasiones. En lugar de ello, Tahirih presentó pruebas de su creencia en el Bab y les dijo que eran ellos quienes debían cambiar diciéndoles “¿Cuándo volveréis vuestros ojos al Sol de la Verdad?”. Sus acciones horrorizaron al clero, que consideraba esto impropio de una mujer, especialmente en aquel entorno social.
El clero finalmente emitió un edicto denunciando a Tahirih por cometer herejía y sentenciándola a muerte. Tahirih, que permanecía en una habitación de la casa del alcalde Mahmud Khan, pasó sus últimos días en oración, meditación y ayuno. Se ha reportado que la mujer del alcalde le dijo “No llores”, y ella le contestó: “La hora en la que seré condenada a sufrir el martirio se acerca”.

## Ejecución
Dos años después de que el Bab fuera ejecutado, tres babíes que actuaban por iniciativa propia y pese a que uno de sus actuales líderes les ordenara no hacerlo, trataron de asesinar al shah Nasser-al-Din cuando trataba de volver a su palacio de Niyávarfin. El intento resultó fallido, y las autoridades lo aprovecharon para perseguir más activamente a los babíes, y Tahiríh fue calumniada a causa de su fe en el babismo.
Tahirih fue informada de que sería ejecutada. Se ha reportado que besó las manos de su mensajero, se vistió con un traje de novia, se perfumó e hizo sus oraciones. Pidió que se respetara a la mujer de Mahmud Khan (que se había convertido a la fe de Tahirih). El hijo menor de Mahmud Khan acompañó a Tahirih al jardín de la casa y le entregó un pañuelo blanco de seda que ella misma había elegido para ser estrangulada.
La ejecución se produjo en secreto. Tahirih fue llevada cerca del jardín Ilkhani en Teherán, y fue estrangulada con su propio velo. Arrojaron su cuerpo a un pozo y taparon su cadáver. Se ha reportado que los soldados que llevaron a cabo su ejecución estaban en estado de embriaguez, y se le atribuye haber citado este verso en el momento de su martirio: “Podéis matarme tan pronto como queráis, pero no podréis parar la emancipación de la mujer”.